# Proutoscia mirifica
Proutoscia mirifica là một loài bướm đêm trong họ Geometridae.